# Памят Азова (броненосен крайцер)
Памят Азо̀ва (на руски: Память Азо̀ва, превежда се Спомен за „Азов“ или В памет на „Азов“) e броненосен крайцер (според друга класификация броненосна (полуброненосна) фрегата) на Руския императорски флот. Кръстен е в чест на платноходния линеен кораб „Азов“, отличил се в Наваринското сражение. Георгиевският флаг, с който е награден първият „Азов“ за това сражение, преминава към „Памят Азова“.

## История
Новият тип броненосен крайцер по образец на „Владимир Мономах“ е разработен през октомври 1885 г.
На 12 юли 1886 г. в Балтийския завод става официалното залагане на крайцера, на 20 май 1888 г. той е спуснат на вода. Строежът на кораба се ръководи от Николай Елисеевич Титов, а наблюдател на строежа е П. Е. Андрущенко. На 8 ноември 1889]] г. са монтирани машините и котлите, през 1890 г. крайцерът влиза в строй и е приписан към гвардейския флотски екипаж. През същата година той извършва плаване до Далечния изток в хода на което на борда на крайцера пътешества цесаревича Николай Александрович, бъдещият Николай II. През септември 1892 г. „Памят Азова“ участва в Кадис в тържествата по случай 400 години от откриването на Америка.
Корабът посещава Тулон, в състава на руска ескадра, през октомври 1893 г. в рамките на Френско-руския съюз. В края на ноември 1894 г. ескортира в похода им към Далечния изток минните крайцери „Всадник“ и „Гайдамак“.
През 1898 г. крайцерът посещава Порт Артур и се ремонтира във Владивосток, където е олекотен рангоутът. През пролетта на 1900 г. „Памят Азова“ се връща в Балтика.
По време на Революцията от 1905 г. (на 20 юли 1906 г.) на кораба има вълнения на матросите от екипажа срещу самодържавието, които са потушени. През нощта на 20 юли 1906 г. метежниците убиват капитан I ранг Александър Григориевич Лозинский.След тези събития крайцерът е прекръстен на „Двина“.
От 1907 г. корабът се числи като учебен. В годините на Първата световна война „Двина“ е плаваща база за подводници.
След Февруарската революция корабът връща предишното си име (31 март 1917 г.).
На 19 август 1919 г., при атака на английски торпедни катери в Кронщат, плаващата база е улучена от торпедо и потъва в пристанището на Кронщат.
През декември 1923 г. корабът е изваден и предаден за скрап.
Любопитна подробност е, че в 90-те години на 19 век като корабен свещеник на крайцера служи художникът Николай Адрианович Протопопов.

## Командири на крайцера
- капитан 1-ви ранг Салвадор Фьодорович Бауер – от 27 май 1891 година.

## Галерия
- На док в Нагасаки, 1890 г.
- Потопеният „Памят Азова“ в средната част на пристанището на Кронщат, 1919 – 1921 г.
- В пристанището на Валета, Малта.
- „Памят Азова“
- В учебно-артилерийския отряд, 1902 г.
- В учебно-артилерийския отряд, 1902 г.
- Крайцерът I ранг „Память Азова“ в Чифу. Април 1895 г.
- Крайцерите „Владимир Мономах“ и „Памят Азова“ в Чифу, 1895 г.
- Учебният кораб „Двина“.
- Учебният кораб „Двина“ на Ревелския рейд около 1910 г.